# Judith Levine
Judith Levine (n. 1952 ) é uma escritora americana, jornalista, libertária civil e membro fundador da National Writers Union, um sindicato de escritores independentes, e de No More Nice Girls, um grupo dedicado a defender o direito ao aborto através do teatro de rua. Ela é membro da junta directiva do Centro Nacional pela Razão e a Justiça e porta-voz da União Americana pelas Liberdades Civis (ACLU) de Vermont. 
Levine tem escrito sobre sexo, identidade de gênero, velhice, consumismo e cultura em inúmeras revistas e jornais do seu país, incluindo Harper's, The New York Times, Vogue, AARP: The Magazine e salon.com. A sua coluna "Poly Psi", no semanário de Vermont Seven Days, foi nomeada como a Melhor Coluna Política de 2006 pela Association of Alternative Newsmedia. Também tem escrito colunas para o New York Woman e oxygen.com.
Ela é conhecida principalmente pelo seu livro Harmful to Minors (2002), no qual solicita o reconhecimento dos menores como seres sexuados e a liberalização das leis americanas sobre idade de consentimento (conhecido também como "Estupro de vulnerável"). Levine defende também o abrandamento das leis americanas sobre possessão de pornografia infantil e o acesso dos menores ao aborto. 
Comentaristas conservadores têm criticado duramente o seu trabalho, cuja publicação pela Universidade de Minnesota causou polêmica no poder legislativo. A obra, no entanto, foi amplamente elogiada pelos partidários da liberalização e pelos educadores. Em 2002, o livro ganhou o prêmio Los Angeles Times Book e foi nomeado pelo Conselho de Informação e Educação sobre Sexualidade dos Estados Unidos (SEICUS) como um dos livros mais influentes sobre sexualidade.
Ela é também autora de My Enemy, My Love: Women, Men, and the Dilemmas of Gender, onde analisa os papéis de gênero tradicionais e a relação entre misoginia e feminismo; Do You Remember Me?: A Father, A Daughter, and a Search for the Self, um memorial da aflição de seu pai por causa do Alzheimer e uma crítica à medicalização da velhice; e Not Buying It: My Year Without Shopping, um diário onde analisa os movimentos consumista e anticonsumista, o qual foi traduzido a cinco idiomas. 